# Jubokko
Il Jubokko (樹木子) è uno yōkai appartenente al folklore giapponese, presente in molti libri sugli yōkai, incluse le opere di Shigeru Mizuki.
Secondo le leggende, si manifesta nella forma di un albero apparentemente comune su terreni che in passato hanno ospitato feroci battaglie. Si origina dal sangue dei caduti e si nutre di esso. Quando un umano gli passa vicino lo cattura, trasforma i suoi rami in tubi succhia via tutto il sangue alla vittima; si dice che i Jubokko che si nutrono in questo modo conservino sempre un aspetto rigoglioso. Si dice anche che i suoi rami possano guarire i feriti, e che ne sgorghi sangue quando vengono tagliati.

## Origine
Alcuni studiosi di folklore, come ad esempio Kunio Yanagita e Iwao Hino, ritengono che non derivi da nessun altro yōkai. Altri esperti, tra cui Natsuhiko Kyogoku, Tada Natsumi, Murakami Kenji e Yamamoto Hiroshi affermano che non ci siano tracce della presenza dello yōkai nella tradizione nipponica, e che sia invece frutto della penna di Shigeru Mizuki. Mizuki ha affermato di aver creato oltre 30 yōkai differenti, senza specificare quali di quelli descritti nel suo fumetto GeGeGe no Kitaro essi fossero.